# Anfeng, Henan
Anfeng (kinesiska: 安丰, 安丰乡) är en socken i Kina. Den ligger i provinsen Henan, i den centrala delen av landet, omkring 170 kilometer norr om provinshuvudstaden Zhengzhou. Antalet invånare är 46 936. Befolkningen består av 25 010 kvinnor och 21 926 män. Barn under 15 år utgör 24,0 %, vuxna 15-64 år 67 %, och äldre över 65 år 7,0 %.
Genomsnittlig årsnederbörd är 641 millimeter. Den regnigaste månaden är juli, med i genomsnitt 220 mm nederbörd, och den torraste är januari, med 5 mm nederbörd.